# Emil Algpeus
Emil Joseph Algpeus (* 21. Mai 2001 in Färgelanda) ist ein schwedischer Schauspieler.

## Leben und Karriere
Algpeus wurde am 21. Mai 2001 in Färgelanda geboren. Sein Debüt gab er 2017 in dem Film Trädgårdsgatan. Anschließend war er 2020 in der Fernsehserie Åreakuten zu sehen. Von 2020 bis 2022 spielte er in Lyckoviken mit. Außerdem trat Algpeus 2021 in dem Film Eva & Adam auf.
2022 wurde er für die Serie Clark gecastet. Im selben Jahr setzte er seine Karriere in Så jävla easy going fort. Unter anderem wirkte er in Beck – Dödsfällan mit. 2023 bekam Algpeus in dem Film Karusell eine Hauptrolle.

## Filmografie
Filme
- 2017: Trädgårdsgatan
- 2021: Eva & Adam
- 2022: Så jävla easy going
- 2022: Beck – Dödsfällan
- 2023: Karusell

Serien
- 2020: Åreakuten
- 2020–2022: Lyckoviken
- 2022: Clark